# Алидада (разведывательный корабль)
«Алидада», при закладке «Севрюга» — малый разведывательный корабль типа «Океан», был переоборудован для специальных задач из рыболовного траулера. Принадлежал к Черноморскому флоту ВМФ СССР. Входил в состав 112-й бригады разведывательных кораблей.

## Служба
Средний рыболовный рефрижераторный траулер «Севрюга» типа «Океан» был построен в 1959 году в ГДР в городе Штральзунднд, на судоверфи «Фольксверфт» для СССР. Был переоборудован в 1961 году в малый разведывательный корабль с переименованием в «Алидада». В сентябре 1962 года вошёл в состав Черноморского флота.
Бортовой номер — Г-165(1961).
До 1977 года классифицировался как малое гидрографическое судно (ГС). Находилось в составе 432-го отдельного дивизиона разведывательных кораблей ЧФ. С 1 июня 1971 года — в составе 112-й бригады разведывательных кораблей ЧФ.
Выполнял разведывательные задачи в Средиземном море в переменном составе 5-й Средиземноморской эскадры кораблей ВМФ.
Малый разведывательный корабль «Алидада» был выведен из состава флота в 1986 году.

## Командиры
Кораблем в разное время командовали:
- Капитан 3-го ранга Столяров Евгений Георгиевич (1962—1965);
- Капитан 3-го ранга Андрюшин Виталий Аркадьевич (1965—1967);
- Капитан л-т Новичков Анатолий Александрович (1967—1967);
- Капитан 3-го ранга Бухтеев Михаил Фёдорович (1967—1968);
- Капитан л-т Федин Евгений Дмитриевич (1968—1975);
- Капитан-лейтенант Грищенко Николай Иосифович (1975—1977);
- Капитан-лейтенант Тугарин Виктор Фёдорович (1977—1980);
- Капитан-лейтенант Кирпичёв Виктор Петрович (1980—1981);
- Капитан 3-го ранга Кузнецов Анатолий Александрович (1981—1982);
- Капитан-лейтенант Богданов Пётр Васильевич (1982—1984);
- Капитан 3-го ранга Козелецкий Владимир Спиридонович (1984—1985);
- Капитан 2-го ранга Боровиков Владимир Васильевич (1985—1985);[3]